# Virgílio Lopes
Virgílio Manuel Bagulho Lopes (ur. 27 października 1957 w Loures) – portugalski piłkarz grający na pozycji obrońcy. W swojej karierze rozegrał 3 mecze w reprezentacji Portugalii.

## Kariera klubowa
Swoją karierę piłkarską Lopes rozpoczął w klubie Sporting CP z Lizbony. W sezonie 1975/1976 zadebiutował w jego barwach w pierwszej lidze portugalskiej. Przez dwa sezony rozegrał w nim łącznie 3 ligowe mecze. W sezonie 1977/1978 zdobył ze Sportingiem Puchar Portugalii. W 1978 roku odszedł do FC Famalicão. W sezonie 1978/1979 spadł z nim do drugiej ligi. W Famalicão grał do końca sezonu 1980/1981.
W 1981 roku Lopes wrócił do Sportingu CP, w którym stał się podstawowym zawodnikiem. W sezonie 1981/1982 wywalczył z nim swoje jedyne w karierze mistrzostwo Portugalii, a także zdobył portugalski puchar. Latem 1982 zdobył też Superpuchar Portugalii, podobnie jak w 1987 roku. W 1988 roku odszedł do SC Braga, w którym po roku gry zakończył karierę.
| Sezon   | Klub         | Kraj       | Rozgrywki     | Mecze | Bramki |
| ------- | ------------ | ---------- | ------------- | ----- | ------ |
| 1976/77 | Sporting CP  | Portugalia | Primeira Liga | 1     | 0      |
| 1977/78 | Sporting CP  | Portugalia | Primeira Liga | 2     | 0      |
| 1978/79 | FC Famalicão | Portugalia | Primeira Liga | 19    | 0      |
| 1979/80 | FC Famalicão | Portugalia | Segunda Liga  | 29    | 1      |
| 1980/81 | FC Famalicão | Portugalia | Segunda Liga  | 29    | 1      |
| 1981/82 | Sporting CP  | Portugalia | Primeira Liga | 30    | 2      |
| 1982/83 | Sporting CP  | Portugalia | Primeira Liga | 22    | 1      |
| 1983/84 | Sporting CP  | Portugalia | Primeira Liga | 26    | 6      |
| 1984/85 | Sporting CP  | Portugalia | Primeira Liga | 23    | 1      |
| 1985/86 | Sporting CP  | Portugalia | Primeira Liga | 7     | 0      |
| 1986/87 | Sporting CP  | Portugalia | Primeira Liga | 17    | 0      |
| 1987/88 | Sporting CP  | Portugalia | Primeira Liga | 14    | 0      |
| 1988/89 | SC Braga     | Portugalia | Primeira Liga | 8     | 0      |

## Kariera reprezentacyjna
W reprezentacji Portugalii Lopes zadebiutował 16 lutego 1983 roku w przegranym 0:3 towarzyskim meczu z Francją, rozegranym w Guimarães. W swojej karierze grał w eliminacjach do MŚ 1986. Od 1983 do 1985 roku rozegrał w kadrze narodowej 3 mecze.
| Mecze i gole w reprezentacji | Mecze i gole w reprezentacji | Mecze i gole w reprezentacji | Mecze i gole w reprezentacji | Mecze i gole w reprezentacji | Mecze i gole w reprezentacji | Mecze i gole w reprezentacji |
| #                            | Data                         | Stadion                      | Rywal                        | Wynik                        | Gol                          | Rozgrywki                    |
| 1983                         | 1983                         | 1983                         | 1983                         | 1983                         | 1983                         | 1983                         |
| ---------------------------- | ---------------------------- | ---------------------------- | ---------------------------- | ---------------------------- | ---------------------------- | ---------------------------- |
| 1.                           | 16.02.1983                   | Guimarães, Portugalia        | Francja                      | 0:3                          | 0                            | towarzyski                   |
| 1984                         |                              |                              |                              |                              |                              |                              |
| 2.                           | 14.10.1984                   | Porto, Portugalia            | Czechosłowacja               | 2:1                          | 0                            | el. MŚ 1986                  |
| 1985                         |                              |                              |                              |                              |                              |                              |
| 3.                           | 10.02.1985                   | Attard, Malta                | Malta                        | 3:1                          | 0                            | el. MŚ 1986                  |